# Terugblikken
Terugblikken is een serie kinderboeken die gekoppeld is aan de Canon van Nederland. Over elk venster van de Canon van Nederland is een boek geschreven.

## De 50 thema's
|    | Thema                                | Tijdvak                | Omschrijving                                         | Boektitel                           | Auteur                        | illustrator           |
| -- | ------------------------------------ | ---------------------- | ---------------------------------------------------- | ----------------------------------- | ----------------------------- | --------------------- |
| 1  | Hunebedden                           | ca. 3000 voor Christus | Vroege landbouwers                                   | Het offer                           | Tijl Rood                     | Peter Nuyten          |
| 2  | De Romeinse Limes                    | 47 - ca. 400           | Op de grens van de Romeinse wereld                   | Spion aan de overkant               | Rian Visser                   | ivan en ilia          |
| 3  | Willibrord                           | 658 - 739              | Verbreiding van het Christendom                      | Een moeilijke missie                | Peter Smit                    | Wim Euverman          |
| 4  | Karel de Grote                       | 742 - 814              | Keizer van het avondland                             | Problemen op de palts               | Joke Reijnders                | Irene Goede           |
| 5  | Hebban olla vogala                   | ca. 1100               | Het Nederlands op schrift                            | Duivels en demonen                  | Bianca Mastenbroek            | Iris Compiet          |
| 6  | Floris V                             | 1254 - 1296            | Een Hollandse graaf en ontevreden edelen             | De honden van graaf Floris          | Theo en Marianne Hoogstraaten | Wim Euverman          |
| 7  | De Hanze                             | 1356 - ca. 1450        | Handelssteden in de Lage Landen                      | De valse koopman                    | Anneriek van Heugten          | Peter-Paul Rauwerda   |
| 8  | Erasmus                              | 1466? - 1536           | Een internationaal humanist                          | Meester Erasmus                     | Jonneke van Wierst            | Jon Rabou             |
| 9  | Karel V                              | 1500 - 1558            | De Nederlanden als bestuurlijke eenheid              | Het geheim van de bakker            | Anneriek van Heugten          | Jack Staller          |
| 10 | De Beeldenstorm                      | 1566                   | Godsdienststrijd                                     | De wraak van Zotte Zwabberpoot      | Theo en Marianne Hoogstraaten | John Rabou            |
| 11 | Willem van Oranje                    | 1533 - 1584            | Van rebelse edelman tot 'vader des vaderlands'       | Een moordplan                       | Joke Reijnders                | Roel Seidell          |
| 12 | de Republiek                         | 1588 - 1795            | Een staatkundig unicum                               | Het geheime kistje                  | Theo en Marianne Hoogstraten  | Jack Staller          |
| 13 | De Verenigde Oost-Indische Compagnie | 1602 - 1799            | Overzeese expansie                                   | Muiterij en schipbreuk              | Sunny Janssen                 | Danker Jan Oreel      |
| 14 | De Beemster                          | 1612                   | Nederland en het water                               | Verdacht                            | Jan Ploeger                   | Jos Thommassen        |
| 15 | De Grachtengordel                    | 1613 - 1662            | Stadsuitbreidingen in de zeventiende eeuw            | De gescheurde speelkaart            | Marlies Verhelst              | Walter Donker         |
| 16 | Hugo de Groot                        | 1583 - 1645            | Pionier van het moderne volkenrecht                  | Het complot                         | Jan Ploeger                   | Wim Euverman          |
| 17 | De Statenbijbel                      | 1637                   | Het boek der boeken                                  | Niet verder vertellen               | Piet van der Waal             | Irene Goede           |
| 18 | Rembrandt                            | 1606? - 1669           | De grote schilders                                   | Anna en het meesterstuk             | Joyce Pool                    | Mark Baars            |
| 19 | De Atlas Maior van Blaeu             | 1662                   | De wereld in kaart                                   | Heibel om een zeekaart              | Peter Smit                    | Fiel van der Veen     |
| 20 | Michiel de Ruyter                    | 1607 - 1676            | Zeehelden en de brede armslag van de Republiek       | Vuur                                | Tijl Rood                     | Timo van Doren        |
| 21 | Christiaan Huygens                   | 1629-1695              | Wetenschap in de Gouden Eeuw                         | Zoektocht naar een zeeklok          | Rian Visser en Laura Wielders | Walter Donker         |
| 22 | Spinoza                              | 1632 - 1677            | Op zoek naar de waarheid                             | In de hoofdrol                      | Margriet Cobben               | Magda van Tilburg     |
| 23 | Slavernij                            | ca. 1637 - 1863        | Mensenhandel en gedwongen arbeid in de Nieuwe Wereld | Schoenen voor een slaaf             | Joyce Pool                    | Peter Nuyten          |
| 24 | Buitenhuizen                         | 17e en 18e eeuw        | Rijk wonen buiten de stad                            | Twee gouden ringen                  | Anneriek van Heugten          | Danker Jan Oreel      |
| 25 | Eise Eisinga                         | 1744 - 1828            | De Verlichting in Nederland                          | Tienduizend spijkers en een slinger | Piet van der Waal             | Marijke Meersman      |
| 26 | De Patriotten                        | 1780 - 1795            | Crisis in de Republiek                               | Oproer in Utrecht                   | Jan Ploeger                   | Roel Seidell          |
| 27 | Napoleon Bonaparte                   | 1769 - 1821            | De Franse tijd                                       | Het zilveren medaillon              | Joke Reijnders                | Peter Nuyten          |
| 28 | Koning Willem I                      | 1772 - 1843            | Het Verenigd Koninkrijk der Nederlanden              | Het Oranjemysterie                  | Greetje Vagevuur              | Remko van der Werf    |
| 29 | De eerste spoorlijn                  | 1839                   | De versnelling                                       | De Dwarsligger                      | Kristien Dieltiens            | Eric van Rootselaar   |
| 30 | De Grondwet                          | 1848                   | De belangrijkste wet van een staat                   | De bende van de donkere steeg       | Greetje Vagevuur              | Jacqueline Hofstra    |
| 31 | Max Havelaar                         | 1860                   | Aanklacht tegen wantoestanden in Indië               | De strijd van Dasar                 | Peter Vervloed                | John Rabou            |
| 32 | Verzet tegen kinderarbeid            | 19e eeuw               | De werkplaats uit, de school in                      | Een geluk bij een ongeluk           | Wilma Degeling                | Roelof van der Schans |
| 33 | Vincent van Gogh                     | 1853 - 1890            | De moderne kunstenaar                                | Het schildersmenneke                | Jos de Valk                   | Roelof van der Schans |
| 34 | Aletta Jacobs                        | 1854 - 1929            | Vrouwenemancipatie                                   | Waarom ik niet?                     | Marlies Verhelst              | Jan Braamhorst        |
| 35 | De Eerste Wereldoorlog               | 1914 - 1918            | Oorlog en neutraliteit                               | Vluchtelingen op de vuist           | Gerard Sonnemans              | Paul Becx             |
| 36 | De Stijl                             | 1917 - 1931            | Revolutie in vormgeving                              | Een stoel van niks?                 | Rian Visser                   | Peter Nuyten          |
| 37 | De crisisjaren                       | 1929 - 1940            | Samenleving in depressie                             | Het schrift van Siem                | Jos de Valk                   | Roelof van der Schans |
| 38 | De Tweede Wereldoorlog               | 1940 - 1945            | Bezetting en bevrijding                              | Bommen op de dierentuin             | Wima Degeling                 | Helen van Vliet       |
| 39 | Anne Frank                           | 1929 - 1945            | Jodenvervolging                                      | In het hol van de leeuw             | Gerard Sonnermans             | Walter Donker         |
| 40 | Indonesië                            | 1945 - 1949            | Een kolonie vecht zich vrij                          | Rood kleurde de rivier              | Peter Vervloed                | Danker Jan Oreel      |
| 41 | Willem Drees                         | 1886 - 1988            | De verzorgingsstaat                                  | Een foto in de sneeuw               | Marlies Verhelst              | ivan en ilia          |
| 42 | De watersnood                        | 1 februari 1953        | De dreiging van het water                            | Drijven op een dak                  | Anneriek van Heugten          | Mariëlla van de Beek  |
| 43 | De televisie                         | vanaf 1948             | De doorbraak van een massamedium                     | Het geheim van de orgeldraaier      | Kristien Dieltiens            | Yolanda Eveleens      |
| 44 | Haven van Rotterdam                  | vanaf ca. 1880         | Poort naar de wereld                                 | Leeuwen op zee                      | Wilma Degeling                | Roelof van der Schans |
| 45 | Annie M.G. Schmidt                   | 1911 - 1995            | Tegendraads in een burgerlijk land                   | Niet meer alleen                    | Margriet Breet                | Iris Boter            |
| 46 | Suriname en de Nederlandse Antillen  | vanaf 1945             | Dekolonisatie van de West                            | Welkom in de Bijlmerexpres          | Peter Vervloed                | Jack Staller          |
| 47 | Srebrenica                           | 1995                   | De dilemma's van vredeshandhaving                    | Mijn vader is geen moordenaar       | Margriet Breet                | Peter-Paul Rauwerda   |
| 48 | Veelkleurig Nederland                | vanaf 1945             | De multiculturele maatschappij                       | Turkse yoghurt en Hollandse stroop  | Lizzy van Pelt                | Hanneke Kools         |
| 49 | De gasbel                            | 1959 - 2030?           | Een eindige schat                                    | Bubbels in je buik                  | John Brosens                  | Roelof van der Schans |
| 50 | Europa                               | vanaf 1945             | Nederlanders en Europeanen                           | Over de grens                       | Tijl Rood                     | Peter-Paul Rauwerda   |